# エイボンデール (アリゾナ州)
エイボンデール（Avondale）は、アメリカ合衆国アリゾナ州のマリコパ郡にある都市。人口は8万9334人（2020年）。州都フェニックスの西に隣接している。

## 解説
古くは純粋な農業地域であり、綿花やアルファルファなどを生産した。1946年に法人化した後はフェニックスの郊外都市として急速に発展した。
エイボンデールは、岐阜県海津市と姉妹都市の関係にある。
自動車レース場のISMレースウェイが立地している。

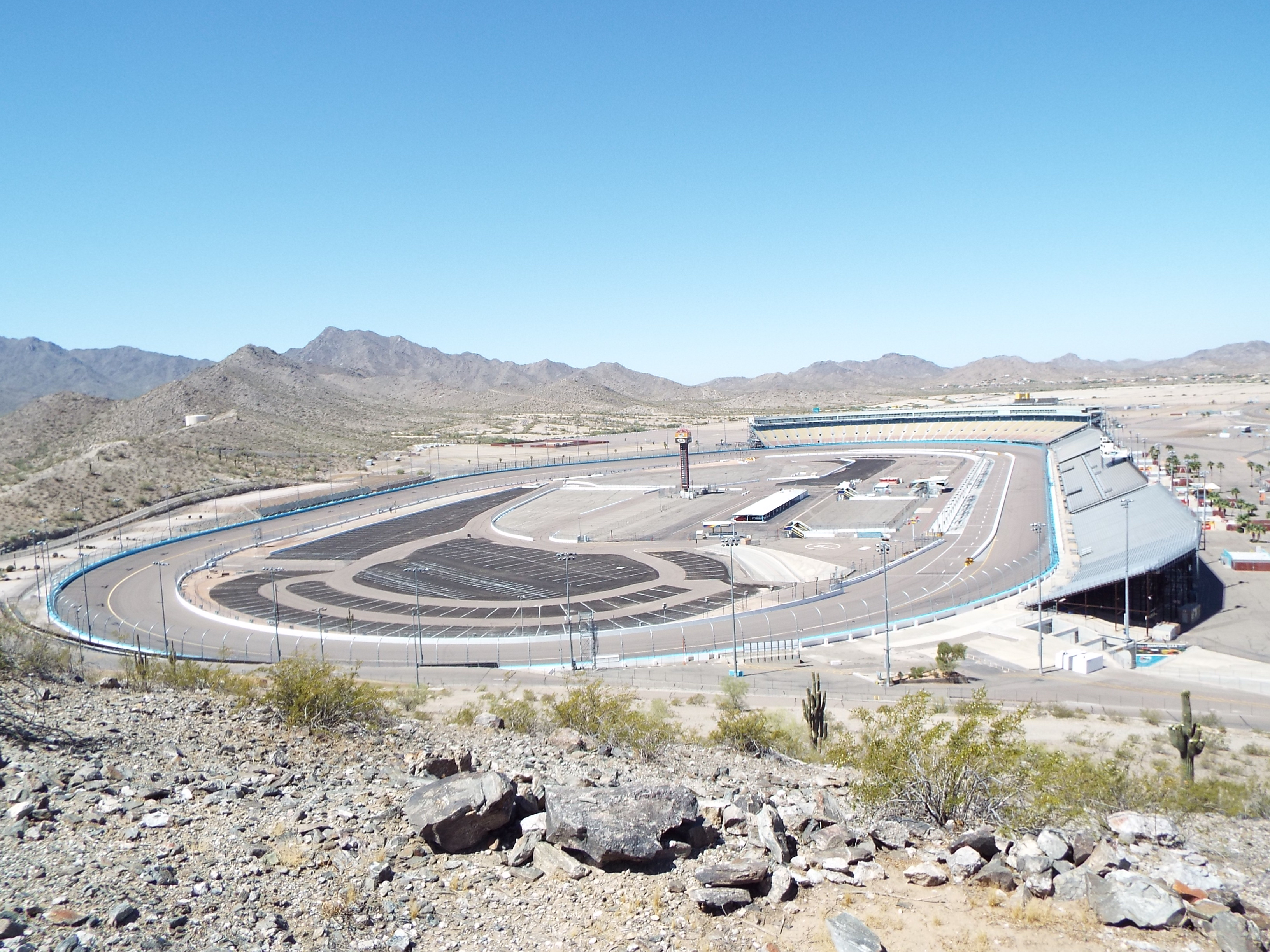
ISMレースウェイ

| サブスタブ | この項目は、まだ閲覧者の調べものの参照としては役立たない、書きかけの項目です。この項目を加筆・訂正などしてくださる協力者を求めています。このテンプレートは分野別のサブスタブテンプレートやスタブテンプレート（Wikipedia:分野別のスタブテンプレート参照）に変更することが望まれています。 |